# Церковь Святого Николая (Дублин)
Церковь Святого Николая (англ. Church of St Nicholas), или Церковь Святого Николая из Мир вне стен (англ. Church of St Nicholas of Myra Without) — приходской храм католической архиепархии Дублина на Фрэнсис-стрит в Дублине. Приход в честь святого Николая, архиепископа Мир в Ликии, память которого отмечается 6 декабря. Здание церкви в неогреческом стиле построено в 1829 — 1834 годах архитекторами Джоном Лиссоном и Патриком Бирном.

## История
В XII веке на месте современного храма существовала деревянная часовня. Каменная церковь была построена вскоре после прибытия первых францисканцев в Ирландию в 1233 году. Землю под строительство храма и монастыря монахи получили в 1235 году от Джона ле Портера; король Генрих III пожертвовал им на строительные работы 50 марок. Церковь была освящена в честь святого Франциска из Ассизи, дав название соседней улице Фрэнсис-стрит. Храм был разрушен во время секуляризации в правление короля Генриха VIII в 1540-х годах.
В XVII веке францисканцы приобрели землю, на которой сейчас стоит церковь, чтобы построить новый храм, но им пришлось пересмотреть свои планы из-за последствий провалившегося заговора католиков во главе с Титом Оутсом в 1678 году.
Современная церковь была построена при архиепископе Патрике Расселе. В храм перенесли кафедру ирландских католических архиепископов. Проект был разработан архитектором Джоном Лисоном. Строительные работы длились с 1829 по 1834 год; храм был торжественно освящен в 1835 году. Это была одна из первых церквей, построенных в Дублине после католической эмансипации.
В 1860 году храм был перестроен по проекту архитектора Патрика Бирна. У здания появились ионический портик, фронтон, колокольня и купол. На фронтоне установили статуи Богоматери, Святого Патрика и Святого Николая. У ног последнего находились три золотых шара, символизирующих благотворительность, и якорь, символизирующий надежду.

## Описание
Храм в форме креста с нефом из пяти частей, трансептом и алтарем на востоке построен из тесаного известняка. Фасад здания украшен ионическим портиком и колокольней. Крыша покрыта шифером и имеет карниз. Квадратная колокольня с парными коринфскими пилястрами и зубчатым антаблементом покрыта медным куполом с крестом. На колокольне установлены часы. Портик храма из портлендского камня с ионическими фронтоном и пилястрами стоит на приподнятом гранитном постаменте.
Внутреннее убранство храма представлено резным мраморным алтарём и резными деревянными исповедальнями и скамьями. Пол церкви покрыт кафелем, стены — штукатуркой и украшены дорическими пилястрами. Деревянный кессонный потолок покрывает своды нефа и трансепта. Окна храма украшены витражами, среди которых «Брак Девы Марии» работы Гарри Кларка. В церкви находится Пьета работы скульптора Джона Хогана.